# Megaselia clemonsi
Megaselia clemonsi är en tvåvingeart som beskrevs av Ronald Henry Lambert Disney 1984. Megaselia clemonsi ingår i släktet Megaselia och familjen puckelflugor. Arten är reproducerande i Sverige. Inga underarter finns listade i Catalogue of Life.